# Psychotria sphaeroidea
Psychotria sphaeroidea är en måreväxtart som beskrevs av Ignatz Urban. Psychotria sphaeroidea ingår i släktet Psychotria och familjen måreväxter. Inga underarter finns listade i Catalogue of Life.